# Советский (Тихорецкий район)
Советский — посёлок в Тихорецком районе Краснодарского края России. Входит в состав Братского сельского поселения.

## Население
| 2002 | 2010 |
| ---- | ---- |
| 32   | ↘19  |

## Улицы
- ул. Западная,
- ул. Советская[4].